# Siracusa Calcio 1924 2025-2026
Questa pagina raccoglie le informazioni riguardanti il Siracusa Calcio 1924 nelle competizioni ufficiali della stagione 2025-2026.

## Stagione
Nella stagione 2025-2026, il Siracusa disputa il campionato di Serie C.

## Divise e sponsor
Lo sponsor tecnico per la stagione 2025-2026 è Macron mentre gli sponsor ufficiali sono XeqSolar, Isab, Balestrieri Holding, EgoGreen e NRG+.
| Casa | Trasferta |

## Organigramma societario
Aggiornato al 17 maggio 2025
Area direttiva
- Presidente: Alessandro Ricci
- Direttore generale: Alessandro Guglielmino
- Segretario Generale: Alessandro Failla

Area organizzativa
- Segretario: Giovanni Abela
- Responsabile settore giovanile: Christian Romano
- Responsabile settore giovanile: Giovanni Pisano
- Responsabile attività di base: Luigi Calabrese

Area comunicazione
- Responsabile stampa: Massimo Leotta
- Responsabile comunicazione e pagine social: Matteo D’Aquila
- Responsabile immagine: Angelo Maria Micciulla
- Speaker: Loris Romano
- Responsabile service audio: Paolo Trovato
- Responsabile logistica: Luca Parisi
- Official photographer: Simona Amato

Area marketing
- Responsabile marketing: Salvatore Castagnino
- Direttore Siracusa TV: Massimo Leotta
- Responsabile biglietteria: Rudi Miceli

Area tecnica
- Team Manager: Antonio Midolo
- Allenatore: Marco Turati
- Allenatore in seconda: Fernando Spinelli
- Collaboratore area tecnica: Carmine Giordano
- Preparatore dei portieri: Graziano Urso
- Preparatori atletici: Walter Buccheri, Rinaldo Longhi
- Video analyst: Gabriele Caruso

Area sanitaria
- Medico sociale: Mariano Caldarella
- Fisioterapista/Massaggiatore: Giampaolo Spadaro
- Massofisioterapista e osteopata: Mattia Rizza

## Rosa
Rosa e numerazione aggiornate al 18 agosto 2025
| N. |                           | Ruolo | Calciatore                |
| -- | ------------------------- | ----- | ------------------------- |
| 22 | Italia (bandiera)         | P     | Alessandro Farroni        |
| 1  | Italia (bandiera)         | P     | Lorenzo Arceri            |
| 23 | Costa d'Avorio (bandiera) | D     | Etienne Catena            |
| 42 | Italia (bandiera)         | D     | Simone Iob                |
|    | Italia (bandiera)         | D     | Federico Pacciardi        |
| 2  | Italia (bandiera)         | D     | Mattia Puzone             |
|    | Lituania (bandiera)       | D     | Motiejus Šapola           |
| 25 | Italia (bandiera)         | D     | Christian Bonacchi        |
| 13 | Italia (bandiera)         | D     | Ruben Falla               |
| 17 | Italia (bandiera)         | C     | Maiko Candiano (capitano) |

| N. |                    | Ruolo | Calciatore               |
| -- | ------------------ | ----- | ------------------------ |
| 27 | Senegal (bandiera) | C     | Racine Ba                |
|    | Italia (bandiera)  | C     | Filippo Damian           |
|    | Italia (bandiera)  | C     | Jacopo Frosali           |
| 43 | Italia (bandiera)  | C     | Emanuele Terraciano      |
| 24 | Italia (bandiera)  | C     | Carmelo Limonelli        |
| 30 | Italia (bandiera)  | A     | Mattia Morreale          |
| 21 | Italia (bandiera)  | A     | Giuliano Alma            |
| 7  | Italia (bandiera)  | A     | Giuseppe Guadagni        |
| 77 | Italia (bandiera)  | A     | Sebastiano Vlad Di Paolo |
| 14 | Italia (bandiera)  | A     | Gianluca Contini         |